# Egypte op de Olympische Zomerspelen 2020
Egypte is een van de deelnemende landen aan de Olympische Zomerspelen 2020 in Tokio, Japan.

## Medailleoverzicht
| Sport            | Olympiër(s)              | Onderdeel                 | Medaille |
| ---------------- | ------------------------ | ------------------------- | -------- |
| Karate           | Feryal Abdelaziz         | +61 kg (v)                | Goud     |
| Moderne vijfkamp | Ahmed Elgendy            | mannen                    | Zilver   |
| Karate           | Giana Farouk             | -61 kg (v)                | Brons    |
| Taekwondo        | Hedaya Malak             | -67 kg (v)                | Brons    |
| Taekwondo        | Seif Eissa               | +80 kg (m)                | Brons    |
| Worstelen        | Mohamed Ibrahim El-Sayed | Grieks-Romeins -67 kg (m) | Brons    |

## Atleten
Hieronder volgt een overzicht van de atleten die zich reeds hebben verzekerd van deelname aan de Olympische Zomerspelen 2020.
| sport            | Mannen | Vrouwen | totaal |
| ---------------- | ------ | ------- | ------ |
| Atletiek         | 4      | 0       | 4      |
| Badminton        | 1      | 2       | 3      |
| Boksen           | 2      | 0       | 2      |
| Boogschieten     | 1      | 1       | 2      |
| Gymnastiek       | 2      | 9       | 11     |
| Handbal          | 14     | 0       | 14     |
| Judo             | 3      | 0       | 3      |
| Kanovaren        | 1      | 1       | 2      |
| Karate           | 2      | 3       | 5      |
| Moderne vijfkamp | 2      | 2       | 4      |
| Paardensport     | 3      | 0       | 3      |
| Roeien           | 1      | 0       | 1      |
| Schermen         | 7      | 4       | 11     |
| Schietsport      | 7      | 4       | 11     |
| Schoonspringen   | 1      | 1       | 2      |
| Synchroonzwemmen | 0      | 8       | 8      |
| Taekwondo        | 2      | 2       | 4      |
| Tafeltennis      | 3      | 3       | 6      |
| Tennis           | 1      | 1       | 2      |
| Triatlon         | 0      | 1       | 1      |
| Voetbal          | 18     | 0       | 18     |
| Wielersport      | 0      | 1       | 1      |
| Worstelen        | 6      | 2       | 8      |
| Zeilen           | 1      | 1       | 2      |
| Zwemmen          | 3      | 1       | 4      |
| totaal           | 85     | 47      | 132    |

## Sporten

### Atletiek
Mannen
Technische nummers
| atleet                     | onderdeel      | kwalificaties | kwalificaties | finale         | finale         |
| atleet                     | onderdeel      | afstand       | rang          | afstand        | rang           |
| -------------------------- | -------------- | ------------- | ------------- | -------------- | -------------- |
| Ihab Abdelrahman           | speerwerpen    | 81,92         | 13            | niet geplaatst | niet geplaatst |
| Mostafa El Gamel           | kogelslingeren | 72,76         | 23            | niet geplaatst | niet geplaatst |
| Mostafa Amr Hassan         | kogelstoten    | 21,23         | 6 Q           | 20,73          | 8              |
| Mohamed Magdi Hamza Khalif | kogelstoten    | 19,82         | 25            | niet geplaatst | niet geplaatst |

### Badminton
Vrouwen
| atlete                | onderdeel  | groepsfase                              | groepsfase                        | groepsfase                          | groepsfase | eliminatie           | kwartfinale          | halve finale         | finale / BM          | finale / BM |
| atlete                | onderdeel  | tegenstander uitslag                    | tegenstander uitslag              | tegenstander uitslag                | rang       | tegenstander uitslag | tegenstander uitslag | tegenstander uitslag | tegenstander uitslag | rang        |
| --------------------- | ---------- | --------------------------------------- | --------------------------------- | ----------------------------------- | ---------- | -------------------- | -------------------- | -------------------- | -------------------- | ----------- |
| Doha Hany             | enkelspel  | Chen Y V (5-21, 3-21)                   | N Yiğit V (5-21, 5-21)            | n.v.t.                              | 3          | niet geplaatst       | niet geplaatst       | niet geplaatst       | niet geplaatst       | 15          |
| Doha Hany Hadia Hosny | dubbelspel | M Matsumoto / W Nagahara V (7-21, 3-21) | S Piek / C Seinen V (6-21, 10-21) | R Honderich / K Tsai V (5-21, 6-21) | 4          | n.v.t.               | niet geplaatst       | niet geplaatst       | niet geplaatst       | 9           |

Gemengd
| atlete                        | onderdeel  | groepsfase                        | groepsfase                        | groepsfase                         | groepsfase | eliminatie           | kwartfinale          | halve finale         | finale / BM          | finale / BM |
| atlete                        | onderdeel  | tegenstander uitslag              | tegenstander uitslag              | tegenstander uitslag               | rang       | tegenstander uitslag | tegenstander uitslag | tegenstander uitslag | tegenstander uitslag | rang        |
| ----------------------------- | ---------- | --------------------------------- | --------------------------------- | ---------------------------------- | ---------- | -------------------- | -------------------- | -------------------- | -------------------- | ----------- |
| Adham Hatem Elgamal Doha Hany | dubbelspel | Zheng S / Huang Y V (5-21, 10-21) | Seo S-j / Chae Y-j V (7-21, 3-21) | R Tabeling / S Piek V (9-21, 4-21) | 4          | n.v.t.               | niet geplaatst       | niet geplaatst       | niet geplaatst       | 9           |

### Boksen
Mannen
| atleet            | onderdeel         | eerste ronde           | tweede ronde           | kwartfinale            | halve finale           | finale                 | finale         |
| atleet            | onderdeel         | tegenstander resultaat | tegenstander resultaat | tegenstander resultaat | tegenstander resultaat | tegenstander resultaat | rang           |
| ----------------- | ----------------- | ---------------------- | ---------------------- | ---------------------- | ---------------------- | ---------------------- | -------------- |
| Abdelrahman Oraby | halfzwaargewicht  | bye                    | Whittaker V 0 - 5      | niet geplaatst         | niet geplaatst         | niet geplaatst         | niet geplaatst |
| Yousry Hafez      | superzwaargewicht | bye                    | Kunkabayev V 0 - 5     | niet geplaatst         | niet geplaatst         | niet geplaatst         | niet geplaatst |

### Boogschieten
Mannen
| atleet        | onderdeel   | plaatsingsronde | plaatsingsronde | eerste ronde         | tweede ronde         | derde ronde          | kwartfinale          | halve finale         | finale / BM          | finale / BM |
| atleet        | onderdeel   | score           | rang            | tegenstander uitslag | tegenstander uitslag | tegenstander uitslag | tegenstander uitslag | tegenstander uitslag | tegenstander uitslag | rang        |
| ------------- | ----------- | --------------- | --------------- | -------------------- | -------------------- | -------------------- | -------------------- | -------------------- | -------------------- | ----------- |
| Youssof Tolba | individueel | 645             | 56              | D Gankin V 4 – 6     | niet geplaatst       | niet geplaatst       | niet geplaatst       | niet geplaatst       | niet geplaatst       | 33          |

Vrouwen
| atleet    | onderdeel   | plaatsingsronde | plaatsingsronde | eerste ronde         | tweede ronde         | derde ronde          | kwartfinale          | halve finale         | finale / BM          | finale / BM |
| atleet    | onderdeel   | score           | rang            | tegenstander uitslag | tegenstander uitslag | tegenstander uitslag | tegenstander uitslag | tegenstander uitslag | tegenstander uitslag | rang        |
| --------- | ----------- | --------------- | --------------- | -------------------- | -------------------- | -------------------- | -------------------- | -------------------- | -------------------- | ----------- |
| Amal Adam | individueel | 570             | 63              | Jang M-h V 0 – 6     | niet geplaatst       | niet geplaatst       | niet geplaatst       | niet geplaatst       | niet geplaatst       | 33          |

Gemengd
| atlete                  | onderdeel | plaatsingsronde | plaatsingsronde | eerste ronde         | kwartfinale          | halve finale         | finale / BM          | finale / BM    |
| atlete                  | onderdeel | score           | rang            | tegenstander uitslag | tegenstander uitslag | tegenstander uitslag | tegenstander uitslag | rang           |
| ----------------------- | --------- | --------------- | --------------- | -------------------- | -------------------- | -------------------- | -------------------- | -------------- |
| Youssof Tolba Amal Adam | team      | 1215            | 29              | niet geplaatst       | niet geplaatst       | niet geplaatst       | niet geplaatst       | niet geplaatst |

### Gymnastiek

#### Turnen
Mannen
| atleet       | onderdeel | kwalificatie | kwalificatie | kwalificatie | kwalificatie | kwalificatie | kwalificatie | kwalificatie | kwalificatie | finale         | finale         | finale         | finale         | finale         | finale         | finale         | finale         |
| atleet       | onderdeel | toestel      | toestel      | toestel      | toestel      | toestel      | toestel      | totaal       | positie      | toestel        | toestel        | toestel        | toestel        | toestel        | toestel        | totaal         | positie        |
| atleet       | onderdeel | vloer        | voltige      | ringen       | sprong       | brug         | rekstok      | totaal       | positie      | vloer          | voltige        | ringen         | sprong         | brug           | rekstok        | totaal         | positie        |
| ------------ | --------- | ------------ | ------------ | ------------ | ------------ | ------------ | ------------ | ------------ | ------------ | -------------- | -------------- | -------------- | -------------- | -------------- | -------------- | -------------- | -------------- |
| Omar Mohamed | meerkamp  | 13.233       | 13.000       | 12.500       | 13.800       | 13.300       | 13.033       | 78.866       | 51           | niet geplaatst | niet geplaatst | niet geplaatst | niet geplaatst | niet geplaatst | niet geplaatst | niet geplaatst | niet geplaatst |

Vrouwen
| atlete        | onderdeel | kwalificatie | kwalificatie | kwalificatie | kwalificatie | kwalificatie | kwalificatie | finale         | finale         | finale         | finale         | finale         | finale         |
| atlete        | onderdeel | toestel      | toestel      | toestel      | toestel      | totaal       | positie      | toestel        | toestel        | toestel        | toestel        | totaal         | positie        |
| atlete        | onderdeel | sprong       | brug         | balk         | vloer        | totaal       | positie      | sprong         | brug           | balk           | vloer          | totaal         | positie        |
| ------------- | --------- | ------------ | ------------ | ------------ | ------------ | ------------ | ------------ | -------------- | -------------- | -------------- | -------------- | -------------- | -------------- |
| Nancy Mohamed | meerkamp  | 13.233       | 11.033       | 11.200       | 12.833       | 48.866       | 67           | niet geplaatst | niet geplaatst | niet geplaatst | niet geplaatst | niet geplaatst | niet geplaatst |
| Zeina Ibrahim | meerkamp  | 13.200       | 12.500       | 11.866       | 11.700       | 49.266       | 64           | niet geplaatst | niet geplaatst | niet geplaatst | niet geplaatst | niet geplaatst | niet geplaatst |

#### Ritmisch
| atlete         | onderdeel   | kwalificatie | kwalificatie | kwalificatie | kwalificatie | kwalificatie | kwalificatie | finale         | finale         | finale         | finale         | finale         | finale         |
| atlete         | onderdeel   | hoepel       | bal          | knotsen      | lint         | totaal       | rang         | hoepel         | bal            | knotsen        | lint           | totaal         | rang           |
| -------------- | ----------- | ------------ | ------------ | ------------ | ------------ | ------------ | ------------ | -------------- | -------------- | -------------- | -------------- | -------------- | -------------- |
| Habiba Marzouk | individueel | 21.700       | 22.150       | 21.100       | 8.400        | 73.350       | 25           | niet geplaatst | niet geplaatst | niet geplaatst | niet geplaatst | niet geplaatst | niet geplaatst |

| atlete                                                        | onderdeel | kwalificaties | kwalificaties        | kwalificaties | kwalificaties | finale         | finale               | finale         | finale         |
| atlete                                                        | onderdeel | 5 linten      | 3 knotsen, 2 hoepels | totaal        | rang          | 5 linten       | 3 knotsen, 2 hoepels | totaal         | rang           |
| ------------------------------------------------------------- | --------- | ------------- | -------------------- | ------------- | ------------- | -------------- | -------------------- | -------------- | -------------- |
| Login Elsasyed Polina Fouda Salma Saleh Malak Selim Tia Sobhy | team      | 36.300        | 33.050               | 69.350        | 13            | niet geplaatst | niet geplaatst       | niet geplaatst | niet geplaatst |

#### Trampoline
Mannen
| atlete            | onderdeel  | kwalificaties | kwalificaties | finale         | finale         |
| atlete            | onderdeel  | score         | rang          | score          | rang           |
| ----------------- | ---------- | ------------- | ------------- | -------------- | -------------- |
| Seif Asser Sherif | Trampoline | 96.190        | 10            | niet geplaatst | niet geplaatst |

Vrouwen
| atlete      | onderdeel  | kwalificaties | kwalificaties | finale         | finale         |
| atlete      | onderdeel  | score         | rang          | score          | rang           |
| ----------- | ---------- | ------------- | ------------- | -------------- | -------------- |
| Malak Hamza | Trampoline | 94.720        | 9             | niet geplaatst | niet geplaatst |

### Handbal
Mannen
| Olympiër | Onderdeel | Resultaat | Prestatie |
| --- | --------- | --------- | --------- |
| Yahia Omar Ahmed Hesham Ibrahim El-Masry Wisam Nawar Omar El-Wakil Yehia El-Deraa Hassan Kaddah Seif El-Deraa Ahmed El-Ahmar Ahmed Mesilhy Karim Handawy Mohamed Mamdouh Shebib Ali Zein Mohammad Sanad Mohamed El-Tayar | mannen    | 4         | zie onder |

| Groep |            |             |             |             |             |            |            |            |        |
| #     | Land       | Wedstrijden | Wedstrijden | Wedstrijden | Wedstrijden | Doelpunten | Doelpunten | Doelpunten | Punten |
| #     | Land       | G           | W           | G           | V           | V          | T          | Saldo      | Punten |
| 1     | Denemarken | 5           | 4           | 0           | 1           | 174        | 139        | +35        | 8      |
| 2     | Egypte     | 5           | 4           | 0           | 1           | 154        | 134        | +20        | 8      |
| 3     | Zweden     | 5           | 4           | 0           | 1           | 144        | 142        | +2         | 8      |
| 4     | Bahrein    | 5           | 1           | 0           | 4           | 129        | 149        | -20        | 2      |
| 5     | Portugal   | 5           | 1           | 0           | 4           | 143        | 156        | -13        | 2      |
| 6     | Japan      | 5           | 1           | 0           | 4           | 146        | 170        | -24        | 2      |

| Ronde           | Datum           | Lokale tijd | MEZT     | Land      | Score      | Land   |  |
| --------------- | --------------- | ----------- | -------- | --------- | ---------- | ------ |  |
| groepsfase      |                 |             |          |           |            |        |  |
| 24 juli 2021    | 19:30           | 12:30       | Portugal | 31 - 37   | Egypte     |        |  |
| 26 juli 2021    | 14:15           | 05:15       | Egypte   | 27 - 32   | Denemarken |        |  |
| 28 juli 2021    | 14:15           | 05:15       | Japan    | 29 - 33   | Egypte     |        |  |
| 30 juli 2021    | 16:15           | 11:15       | Zweden   | 22 - 27   | Egypte     |        |  |
| 1 augustus 2021 | 11:00           | 04:15       | Egypte   | 30 - 20   | Bahrein    |        |  |
|                 |                 |             |          |           |            |        |  |
| kwartfinale     | 3 augustus 2021 | 20:45       | 13:45    | Duitsland | 26 - 31    | Egypte |  |
|                 |                 |             |          |           |            |        |  |
| halve finale    | 5 augustus 2021 | 17:00       | 10:00    | Frankrijk | 27 - 23    | Egypte |  |
|                 |                 |             |          |           |            |        |  |
| bronzen finale  | 7 augustus 2021 | 17:00       | 10:00    | Egypte    | 31 - 33    | Spanje |  |

### Judo
Mannen
| atleet               | onderdeel | eerste ronde         | tweede ronde         | derde ronde          | kwartfinale          | halve finale         | herkansing           | finale / BM          | finale / BM    |
| atleet               | onderdeel | tegenstander uitslag | tegenstander uitslag | tegenstander uitslag | tegenstander uitslag | tegenstander uitslag | tegenstander uitslag | tegenstander uitslag | rang           |
| -------------------- | --------- | -------------------- | -------------------- | -------------------- | -------------------- | -------------------- | -------------------- | -------------------- | -------------- |
| Mohamed Abdelmawgoud | −66 kg    | n.v.t.               | Cargnin V 00-10      | niet geplaatst       | niet geplaatst       | niet geplaatst       | niet geplaatst       | niet geplaatst       | niet geplaatst |
| Mohamed Abdelaal     | −81 kg    | bye                  | Unvári W 10-00       | Parlati V 00-01      | niet geplaatst       | niet geplaatst       | niet geplaatst       | niet geplaatst       | niet geplaatst |
| Ramadan Darwish      | −100 kg   | n.v.t.               | Shah W 01-00         | Liparteliani V 00–01 | niet geplaatst       | niet geplaatst       | niet geplaatst       | niet geplaatst       | niet geplaatst |

### Kanovaren
Mannen
Sprint
| atleet       | onderdeel | series | series | kwartfinale | kwartfinale | halve finale   | halve finale   | finale         | finale         |
| atleet       | onderdeel | tijd   | rang   | tijd        | rang        | tijd           | rang           | tijd           | rang           |
| ------------ | --------- | ------ | ------ | ----------- | ----------- | -------------- | -------------- | -------------- | -------------- |
| Momen Mahran | K-1 200 m | 38,850 | 5 KF   | 37,836      | 4           | niet geplaatst | niet geplaatst | niet geplaatst | niet geplaatst |

Vrouwen
Sprint
| atlete      | onderdeel | series   | series | kwartfinale | kwartfinale | halve finale   | halve finale   | finale         | finale         |
| atlete      | onderdeel | tijd     | rang   | tijd        | rang        | tijd           | rang           | tijd           | rang           |
| ----------- | --------- | -------- | ------ | ----------- | ----------- | -------------- | -------------- | -------------- | -------------- |
| Samaa Ahmed | K-1 500 m | 2.13,007 | 7 KF   | 2.06,033    | 5           | niet geplaatst | niet geplaatst | niet geplaatst | niet geplaatst |

### Karate

#### Kumite
Mannen
| atleet            | onderdeel | groepsfase           | groepsfase           | groepsfase           | groepsfase           | groepsfase | halve finale         | finale               | finale         |
| atleet            | onderdeel | tegenstander uitslag | tegenstander uitslag | tegenstander uitslag | tegenstander uitslag | rang       | tegenstander uitslag | tegenstander uitslag | rang           |
| ----------------- | --------- | -------------------- | -------------------- | -------------------- | -------------------- | ---------- | -------------------- | -------------------- | -------------- |
| Ali El-Sawy       | −67 kg    | Sago V 3 - 4         | Şamdan V 1 - 4       | Farzaliyev W 1 - 0   | Assadilov V 1 - 3    | 3          | niet geplaatst       | niet geplaatst       | niet geplaatst |
| Abdalla Abdelaziz | -75 kg    | Hárspataki V 2 - 2+  | Nishumura V 7 - 8    | Scott V 1 - 3        | Horuna W 4 - 1       | 5          | niet geplaatst       | niet geplaatst       | niet geplaatst |

Vrouwen
| atleet           | onderdeel | groepsfase           | groepsfase           | groepsfase           | groepsfase           | groepsfase | halve finale         | finale               | finale         |
| atleet           | onderdeel | tegenstander uitslag | tegenstander uitslag | tegenstander uitslag | tegenstander uitslag | rang       | tegenstander uitslag | tegenstander uitslag | rang           |
| ---------------- | --------- | -------------------- | -------------------- | -------------------- | -------------------- | ---------- | -------------------- | -------------------- | -------------- |
| Radwa Sayed      | −55 kg    | Zhangbyrbay V 2 - 7  | Terliuga V 0 - 1     | Miyahara W 5 - 3     | Plank V 6 - 7        | 5          | niet geplaatst       | niet geplaatst       | niet geplaatst |
| Giana Farouk     | -61 kg    | Grande W 2 - 0       | Serogina W 2 - 1     | Sadindi W 5 - 0      | Preković V 1 - 1+    | 2 Q        | Yin Xy V 1 - 1+      | niet geplaatst       | Brons          |
| Feryal Abdelaziz | +61 kg    | Gong L W 4 - 0       | Quirici W 3+ - 3     | Abbasali V 7 - 9     | Matoub G 0 - 0       | 2 Q        | Berultseva W 5 - 4   | Zaretska W 2 - 0     | Goud           |

### Moderne vijfkamp
Mannen
| atleet         | onderdeel        | schermen (degen) | schermen (degen) | schermen (degen) | schermen (degen) | zwemmen (200 m vrije slag) | zwemmen (200 m vrije slag) | zwemmen (200 m vrije slag) | paardrijden (springen) | paardrijden (springen) | paardrijden (springen) | combinatie: schieten/lopen (10 m luchtpistool)/(3200 m) | combinatie: schieten/lopen (10 m luchtpistool)/(3200 m) | combinatie: schieten/lopen (10 m luchtpistool)/(3200 m) | totaal punten | rang   |
| atleet         | onderdeel        | RR               | BR               | rang             | punten           | tijd                       | rang                       | punten                     | strafpunten            | rang                   | punten                 | tijd                                                    | rang                                                    | punten                                                  | totaal punten | rang   |
| -------------- | ---------------- | ---------------- | ---------------- | ---------------- | ---------------- | -------------------------- | -------------------------- | -------------------------- | ---------------------- | ---------------------- | ---------------------- | ------------------------------------------------------- | ------------------------------------------------------- | ------------------------------------------------------- | ------------- | ------ |
| Ahmed Hamed    | moderne vijfkamp | 16-19            | 0                | 21               | 196              | 2.06,58                    | 28                         | 297                        | 21                     | 19                     | 279                    | 11.25,85                                                | 20                                                      | 615                                                     | 1387          | 24     |
| Ahmed El-Gendy | moderne vijfkamp | 18-17            | 1                | 15               | 209              | 1.57,13                    | 5                          | 316                        | 16                     | 18                     | 284                    | 10.32,47                                                | 2                                                       | 668                                                     | 1477          | Zilver |

Vrouwen
| atlete       | onderdeel        | schermen (degen) | schermen (degen) | schermen (degen) | schermen (degen) | zwemmen (200 m vrije slag) | zwemmen (200 m vrije slag) | zwemmen (200 m vrije slag) | paardrijden (springen) | paardrijden (springen) | paardrijden (springen) | combinatie: schieten/lopen (10 m luchtpistool)/(3200 m) | combinatie: schieten/lopen (10 m luchtpistool)/(3200 m) | combinatie: schieten/lopen (10 m luchtpistool)/(3200 m) | totaal punten | rang |
| atlete       | onderdeel        | RR               | BR               | rang             | punten           | tijd                       | rang                       | punten                     | strafpunten            | rang                   | punten                 | tijd                                                    | rang                                                    | punten                                                  | totaal punten | rang |
| ------------ | ---------------- | ---------------- | ---------------- | ---------------- | ---------------- | -------------------------- | -------------------------- | -------------------------- | ---------------------- | ---------------------- | ---------------------- | ------------------------------------------------------- | ------------------------------------------------------- | ------------------------------------------------------- | ------------- | ---- |
| Amira Kandil | moderne vijfkamp | 18-17            | 1                | 21               | 199              | 2.15,14                    | 16                         | 280                        | 50                     | 25                     | 250                    | 13.28,34                                                | 32                                                      | 492                                                     | 1221          | 29   |
| Haydy Morsy  | moderne vijfkamp | 20-15            | 1                | 10               | 221              | 2.24,35                    | 33                         | 262                        | 7                      | 6                      | 293                    | 13.07,69                                                | 25                                                      | 513                                                     | 1289          | 19   |

### Paardensport

#### Springen
| ruiter                               | paard                  | onderdeel   | kwalificatie | kwalificatie | finale         | finale         | totaal         | totaal         |
| ruiter                               | paard                  | onderdeel   | strafpunten  | rang         | strafpunten    | rang           | strafpunten    | rang           |
| ------------------------------------ | ---------------------- | ----------- | ------------ | ------------ | -------------- | -------------- | -------------- | -------------- |
| Nayel Nassar                         | Igor van de Wittemoere | individueel | 0            | 1            | 13             | 24             | 13             | 24             |
| Abdel Said                           | Bandit Savoie          | individueel | 15           | 62           | niet geplaatst | niet geplaatst | niet geplaatst | niet geplaatst |
| Mouda Zeyada                         | Galanthos SHK          | individueel | 1            | 26           | 8              | 19             | 9              | 19             |
| Nayel Nassar Abdel Said Mouda Zeyada | zie hierboven          | team        | 29           | 11           | niet geplaatst | niet geplaatst | niet geplaatst | niet geplaatst |

### Roeien
Mannen
| atleet             | onderdeel | series  | series | herkansingen | herkansingen | kwartfinale | kwartfinale | halve finale | halve finale | finale  | finale |
| atleet             | onderdeel | tijd    | rang   | tijd         | rang         | tijd        | rang        | tijd         | rang         | tijd    | rang   |
| ------------------ | --------- | ------- | ------ | ------------ | ------------ | ----------- | ----------- | ------------ | ------------ | ------- | ------ |
| Abdelkhalek Elbana | skiff     | 7.03,44 | 3 KF   | bye          | bye          | 7.32,86     | 5 HC/D      | 6.58,84      | 3 FC         | 7.00,72 | 14     |

Legenda: FA=finale A (medailles); FB=finale B (geen medailles); FC=finale C (geen medailles); FD=finale D (geen medailles); FE=finale E (geen medailles); FF=finale F (geen medailles); HA/B=halve finale A/B; HC/D=halve finale C/D; HE/F=halve finale E/F; KF=kwartfinale; H=herkansing

### Schermen
Mannen
| atleet                                                              | onderdeel   | eerste ronde         | tweede ronde          | derde ronde          | kwartfinale          | halve finale                                         | finale / BM                                   | finale / BM    |
| atleet                                                              | onderdeel   | tegenstander uitslag | tegenstander uitslag  | tegenstander uitslag | tegenstander uitslag | tegenstander uitslag                                 | tegenstander uitslag                          | rang           |
| ------------------------------------------------------------------- | ----------- | -------------------- | --------------------- | -------------------- | -------------------- | ---------------------------------------------------- | --------------------------------------------- | -------------- |
| Mohamed El-Sayed                                                    | degen       | bye                  | Borel W 15 - 11       | Lan W 15 - 9         | Reizlin V 13 - 15    | niet geplaatst                                       | niet geplaatst                                | niet geplaatst |
| Alaaeldin Abouelkassem                                              | floret      | bye                  | Kleibrink W 15 -11    | Mylnikov W 15 - 12   | Skikine V 13 - 15    | niet geplaatst                                       | niet geplaatst                                | niet geplaatst |
| Mohamed Hamza                                                       | floret      | bye                  | Mepstead W 15 - 13    | Cassarà W 15 - 13    | Choupenitch V 9 - 15 | niet geplaatst                                       | niet geplaatst                                | niet geplaatst |
| Mohamed Hassan                                                      | floret      | bye                  | Garozzo V 6 - 15      | niet geplaatst       | niet geplaatst       | niet geplaatst                                       | niet geplaatst                                | niet geplaatst |
| Alaaeldin Abouelkassem Mohamed Desouky Mohamed Hassan Youssef Sanaa | floret team | n.v.t.               | n.v.t.                | n.v.t.               | Frankrijk V 34 - 45  | Classificatie halve finale Italië V 34 - 45          | Wedstrijd om de 7de plaats Hongkong V 21 - 45 | 8              |
| Mohamed Amer                                                        | sabel       | bye                  | Homer W 15 - 11       | Oh S-u V 9 - 15      | niet geplaatst       | niet geplaatst                                       | niet geplaatst                                | niet geplaatst |
| Ziad El-Sissy                                                       | sabel       | bye                  | Reshetnikov W 15 - 13 | Bazadze V 12 - 15    | niet geplaatst       | niet geplaatst                                       | niet geplaatst                                | niet geplaatst |
| Mohab Samer                                                         | sabel       | bye                  | Bazadze V 10 - 15     | niet geplaatst       | niet geplaatst       | niet geplaatst                                       | niet geplaatst                                | niet geplaatst |
| Mohamed Amer Ziad El-Sissy Mohab Samer Medhat Moataz                | sabel team  | n.v.t.               | n.v.t.                | Japan W 45 - 32      | Zuid-Korea V 39 - 45 | Classificatie halve finale Russische ploeg W 45 - 41 | Wedstrijd om de 5de plaats Iran W 45 - 41     | 5              |

Vrouwen
| atlete                                                     | onderdeel   | eerste ronde         | tweede ronde         | derde ronde          | kwartfinale               | halve finale                               | finale / BM                                    | finale / BM    |
| atlete                                                     | onderdeel   | tegenstander uitslag | tegenstander uitslag | tegenstander uitslag | tegenstander uitslag      | tegenstander uitslag                       | tegenstander uitslag                           | rang           |
| ---------------------------------------------------------- | ----------- | -------------------- | -------------------- | -------------------- | ------------------------- | ------------------------------------------ | ---------------------------------------------- | -------------- |
| Yara El-Sharkawy                                           | floret      | bye                  | Errigo V 2 - 15      | niet geplaatst       | niet geplaatst            | niet geplaatst                             | niet geplaatst                                 | niet geplaatst |
| Noha Hany                                                  | floret      | bye                  | Chen V 6 - 15        | niet geplaatst       | niet geplaatst            | niet geplaatst                             | niet geplaatst                                 | niet geplaatst |
| Noura Mohamed                                              | floret      | bye                  | Ueno V 5 - 15        | niet geplaatst       | niet geplaatst            | niet geplaatst                             | niet geplaatst                                 | niet geplaatst |
| Yara El-Sharkawy Noha Hany Noura Mohamed Mariam El-Zoheiry | floret team | n.v.t.               | n.v.t.               | n.v.t.               | Russische ploeg V 21 - 45 | Classificatie halve finale Japan V 27 - 45 | Wedstrijd om de 7de plaats Hongarije V 28 - 45 | 8              |
| Nada Hafez                                                 | sabel       | bye                  | Kim V 4 - 15         | niet geplaatst       | niet geplaatst            | niet geplaatst                             | niet geplaatst                                 | niet geplaatst |

### Schietsport
Mannen
| atleet             | onderdeel               | kwalificaties | kwalificaties | finale         | finale         |
| atleet             | onderdeel               | punten        | rang          | punten         | rang           |
| ------------------ | ----------------------- | ------------- | ------------- | -------------- | -------------- |
| Youssef Makkar     | 10 m luchtgeweer        | 612,0         | 45            | niet geplaatst | niet geplaatst |
| Osama El-Saeid     | 10 m luchtgeweer        | 618,8         | 42            | niet geplaatst | niet geplaatst |
| Osama El-Saeid     | 50 m geweer 3 houdingen | 1139          | 38            | niet geplaatst | niet geplaatst |
| Samy Abdel Razek   | 10 m luchtpistool       | 567           | 31            | niet geplaatst | niet geplaatst |
| Abdel-Aziz Mehelba | trap                    | 121           | 16            | niet geplaatst | niet geplaatst |
| Ahmed Zaher        | trap                    | 120           | 19            | niet geplaatst | niet geplaatst |
| Mostafa Hamdy      | skeet                   | 112           | 29            | niet geplaatst | niet geplaatst |
| Azmy Mehelba       | skeet                   | 120           | 19            | niet geplaatst | niet geplaatst |

Vrouwen
| atleet            | onderdeel               | kwalificaties | kwalificaties | finale         | finale         |
| atleet            | onderdeel               | punten        | rang          | punten         | rang           |
| ----------------- | ----------------------- | ------------- | ------------- | -------------- | -------------- |
| Alzahraa Shaban   | 10 m luchtgeweer        | 620,0         | 38            | niet geplaatst | niet geplaatst |
| Alzahraa Shaban   | 50 m geweer 3 houdingen | 1138-36x      | 35            | niet geplaatst | niet geplaatst |
| Radwa Abdel Latif | 10 m luchtpistool       | 560           | 40            | niet geplaatst | niet geplaatst |
| Hala El-Gohari    | 10 m luchtpistool       | 560           | 41            | niet geplaatst | niet geplaatst |
| Maggy Ashmawy     | trap                    | 113           | 22            | niet geplaatst | niet geplaatst |

Gemengd
| atleet                             | onderdeel              | kwalificatie 1 | kwalificatie 1 | kwalificatie 2 | kwalificatie 2 | finale         | finale         |
| atleet                             | onderdeel              | punten         | rang           | punten         | rang           | punten         | rang           |
| ---------------------------------- | ---------------------- | -------------- | -------------- | -------------- | -------------- | -------------- | -------------- |
| Osama El-Saeid Alzahraa Shaban     | 10 m luchtgeweer team  | 617,5          | 28             | niet geplaatst | niet geplaatst | niet geplaatst | niet geplaatst |
| Samy Abdel Razek Radwa Abdel Latif | 10 m luchtpistool team | 563            | 18             | niet geplaatst | niet geplaatst | niet geplaatst | niet geplaatst |
| Abdel-Aziz Mehelba Maggy Ashmawy   | trap team              | 138            | 15             | niet geplaatst | niet geplaatst | niet geplaatst | niet geplaatst |

### Schoonspringen
Mannen
| atleet         | onderdeel  | series | series | halve finale   | halve finale   | finale         | finale         |
| atleet         | onderdeel  | punten | rang   | punten         | rang           | punten         | rang           |
| -------------- | ---------- | ------ | ------ | -------------- | -------------- | -------------- | -------------- |
| Mohab El-Kordy | 3 m plank  | 422,75 | 12 Q   | 408,85         | 11 Q           | 393,15         | 11             |
| Mohab El-Kordy | 10 m toren | 318,55 | 23     | niet geplaatst | niet geplaatst | niet geplaatst | niet geplaatst |

Vrouwen
| atlete     | onderdeel  | series | series | halve finale   | halve finale   | finale         | finale         |
| atlete     | onderdeel  | punten | rang   | punten         | rang           | punten         | rang           |
| ---------- | ---------- | ------ | ------ | -------------- | -------------- | -------------- | -------------- |
| Maha Gouda | 10 m toren | 275,30 | 20     | niet geplaatst | niet geplaatst | niet geplaatst | niet geplaatst |

### Synchroonzwemmen
| atlete | onderdeel | technische routine | technische routine | vrije routine (voorronde) | vrije routine (voorronde) | vrije routine (voorronde) | vrije routine (finale) | vrije routine (finale)    | vrije routine (finale) |
| atlete | onderdeel | punten             | rang               | punten                    | totaal (technisch + vrij) | rang                      | punten                 | totaal (technisch + vrij) | rang                   |
| --- | --------- | ------------------ | ------------------ | ------------------------- | ------------------------- | ------------------------- | ---------------------- | ------------------------- | ---------------------- |
| Hanna Hiekal Laila Mohsen                                                                                    | duet      | 77,8625            | 19                 | 78,9000                   | 156,7625                  | 19                        | niet geplaatst         | niet geplaatst            | niet geplaatst         |
| Maryam Maghraby Shahd Samer Hanna Hiekal Laila Mohsen Nora Nabilazmy Farida Radwan Nehal Saafan Jayda Sharaf | team      | 77,9147            | 8                  | n.v.t.                    | n.v.t.                    | n.v.t.                    | 80,0000                | 157,9147                  | 8                      |

### Taekwondo
Mannen
| atleet           | onderdeel | eerste ronde         | kwartfinale          | halve finale         | herkansing           | finale / BM          | finale / BM    |
| atleet           | onderdeel | tegenstander uitslag | tegenstander uitslag | tegenstander uitslag | tegenstander uitslag | tegenstander uitslag | rang           |
| ---------------- | --------- | -------------------- | -------------------- | -------------------- | -------------------- | -------------------- | -------------- |
| Abdelrahman Wael | -68 kg    | Pérez W 22 - 20      | Husić V 7 - 8        | niet geplaatst       | niet geplaatst       | niet geplaatst       | niet geplaatst |
| Seif Eissa       | -80 kg    | Marton W 12 - 1      | Alessio W 6 - 5      | Khramtsov V 1 - 13   | bye                  | Ordemann W 12 - 4    | Brons          |

Vrouwen
| atlete          | onderdeel | eerste ronde         | kwartfinale          | halve finale         | herkansing           | finale / BM          | finale / BM    |
| atlete          | onderdeel | tegenstander uitslag | tegenstander uitslag | tegenstander uitslag | tegenstander uitslag | tegenstander uitslag | rang           |
| --------------- | --------- | -------------------- | -------------------- | -------------------- | -------------------- | -------------------- | -------------- |
| Nour Abdelsalam | -49 kg    | Yıldırım V 20 - 21   | niet geplaatst       | niet geplaatst       | niet geplaatst       | niet geplaatst       | niet geplaatst |
| Hedaya Malak    | -67 kg    | Wiet-Hénin W 11 - 10 | Williams V 12 - 13   | niet geplaatst       | Paseka W 19 - 0      | McPherson W 17 - 6   | Brons          |

### Tafeltennis
Mannen
| atleet                              | onderdeel | voorronde            | eerste ronde         | tweede ronde         | derde ronde          | vierde ronde         | kwartfinale          | halve finale         | finale / BM          | finale / BM    |
| atleet                              | onderdeel | tegenstander uitslag | tegenstander uitslag | tegenstander uitslag | tegenstander uitslag | tegenstander uitslag | tegenstander uitslag | tegenstander uitslag | tegenstander uitslag | rang           |
| ----------------------------------- | --------- | -------------------- | -------------------- | -------------------- | -------------------- | -------------------- | -------------------- | -------------------- | -------------------- | -------------- |
| Omar Assar                          | enkelspel | bye                  | bye                  | Lei W 4 - 3          | Falck W 4 - 3        | Chuang W 4 - 3       | Ma V 1 - 4           | niet geplaatst       | niet geplaatst       | niet geplaatst |
| Ahmed Saleh                         | enkelspel | bye                  | bye                  | Gionis V 1 - 4       | niet geplaatst       | niet geplaatst       | niet geplaatst       | niet geplaatst       | niet geplaatst       | niet geplaatst |
| Khalid Assar Omar Assar Ahmed Saleh | team      | n.v.t.               | n.v.t.               | n.v.t.               | n.v.t.               | China V 0- 3         | niet geplaatst       | niet geplaatst       | niet geplaatst       | niet geplaatst |

Vrouwen
| atlete                                           | onderdeel | voorronde            | eerste ronde         | tweede ronde         | derde ronde          | vierde ronde         | kwartfinale          | halve finale         | finale / BM          | finale / BM    |                |
| atlete                                           | onderdeel | tegenstander uitslag | tegenstander uitslag | tegenstander uitslag | tegenstander uitslag | tegenstander uitslag | tegenstander uitslag | tegenstander uitslag | tegenstander uitslag | rang           |                |
| ------------------------------------------------ | --------- | -------------------- | -------------------- | -------------------- | -------------------- | -------------------- | -------------------- | -------------------- | -------------------- | -------------- | -------------- |
| Yousra Abdel Razek                               | enkelspel | bye                  | V 0 - 4              | niet geplaatst       | niet geplaatst       | niet geplaatst       | niet geplaatst       | niet geplaatst       | niet geplaatst       | niet geplaatst |                |
| Dina Meshref                                     | enkelspel | bye                  | bye                  | Partyka W 4 - 2      | Eerland V 3 - 4      | niet geplaatst       | niet geplaatst       | niet geplaatst       | niet geplaatst       | niet geplaatst | niet geplaatst |
| Farah Abdel-Aziz Yousra Abdel Razek Dina Meshref | team      | n.v.t.               | n.v.t.               | n.v.t.               | n.v.t.               | Roemenië V 0 - 3     | niet geplaatst       | niet geplaatst       | niet geplaatst       | niet geplaatst |                |

Gemengd
| atleet                  | onderdeel  | eerste ronde         | kwartfinale          | halve finale         | finale / BM          | finale / BM    |
| atleet                  | onderdeel  | tegenstander uitslag | tegenstander uitslag | tegenstander uitslag | tegenstander uitslag | rang           |
| ----------------------- | ---------- | -------------------- | -------------------- | -------------------- | -------------------- | -------------- |
| Omar Assar Dina Meshref | dubbelspel | Lee / Jeon V 1 - 4   | niet geplaatst       | niet geplaatst       | niet geplaatst       | niet geplaatst |

### Tennis
Mannen
| atleet         | onderdeel | eerste ronde         | tweede ronde         | derde ronde          | kwartfinale          | halve finale         | finale / BM          | finale / BM    |
| atleet         | onderdeel | tegenstander uitslag | tegenstander uitslag | tegenstander uitslag | tegenstander uitslag | tegenstander uitslag | tegenstander uitslag | rang           |
| -------------- | --------- | -------------------- | -------------------- | -------------------- | -------------------- | -------------------- | -------------------- | -------------- |
| Mohamed Safwat | enkelspel | Galán V 5-7, 1-6     | niet geplaatst       | niet geplaatst       | niet geplaatst       | niet geplaatst       | niet geplaatst       | niet geplaatst |

Vrouwen
| atlete       | onderdeel | eerste ronde             | tweede ronde         | derde ronde          | kwartfinale          | halve finale         | finale / BM          | finale / BM    |
| atlete       | onderdeel | tegenstander uitslag     | tegenstander uitslag | tegenstander uitslag | tegenstander uitslag | tegenstander uitslag | tegenstander uitslag | rang           |
| ------------ | --------- | ------------------------ | -------------------- | -------------------- | -------------------- | -------------------- | -------------------- | -------------- |
| Mayar Sherif | enkelspel | Peterson V 5-7, 6-7(1-7) | niet geplaatst       | niet geplaatst       | niet geplaatst       | niet geplaatst       | niet geplaatst       | niet geplaatst |

### Triatlon
Individueel
| Atleet              | Evenement | Zwemmen(1.5 km) | Rang 1 | Fietsen (40 km) | Rang 2 | Lopen(10 km) | Totaal Tijd | Ranking |
| ------------------- | --------- | --------------- | ------ | --------------- | ------ | ------------ | ----------- | ------- |
| Basmla El-Salamoney | Vrouwen   | 20:41           |        | LAPPED          | LAPPED | LAPPED       | LAPPED      | LAPPED  |

### Voetbal

#### Mannen
| Olympiër | Discipline | Resultaat   | Prestatie |
| --- | ---------- | ----------- | --------- |
| Mohamed El Shenawy Amar Hamdy Karim Fouad Osama Galal Mohamed Abdel Salam Ahmed Hegazi Salah Mohsen Nasser Maher Taher Mohamed Ramadan Sobhi Ibrahim Adel Akram Tawfik Karim El Eraki Ahmed Yasser Rayyan Emam Ashour Mahmoud Gad Ahmed Ramadan Mahmoud Hamdy Abdel Rahman Magdy Ahmed Abou El Fotouh Nasser Mansi Mohamed Sobhy | mannen     | kwartfinale | zie onder |

| Groep F |            |             |             |             |             |            |            |            |        |
| #       | Land       | Wedstrijden | Wedstrijden | Wedstrijden | Wedstrijden | Doelpunten | Doelpunten | Doelpunten | Punten |
| #       | Land       | G           | W           | G           | V           | V          | T          | Saldo      | Punten |
| 1       | Spanje     | 3           | 1           | 2           | 0           | 2          | 1          | +1         | 5      |
| 2       | Egypte     | 3           | 1           | 1           | 1           | 2          | 1          | +1         | 4      |
| 3       | Argentinië | 3           | 1           | 1           | 1           | 2          | 3          | -1         | 4      |
| 4       | Australië  | 3           | 1           | 0           | 2           | 2          | 3          | -1         | 3      |

| Ronde        | Datum          | Lokale tijd    | MEZT           | Land           | Score          | Land           |
| ------------ | -------------- | -------------- | -------------- | -------------- | -------------- | -------------- |
| Groepsfase   |                |                |                |                |                |                |
| 22 juli 2021 | 16:30          | 09:30          | Egypte         | 0 - 0          | Spanje         |                |
| 25 juli 2021 | 16:30          | 09:30          | Egypte         | 0 - 1          | Argentinië     |                |
| 28 juli 2021 | 20:00          | 13:00          | Australië      | 0 - 2          | Egypte         |                |
| Kwartfinale  |                |                |                |                |                |                |
| 31 juli 2021 | 19:00          | 12:00          | Brazilië       | 1 - 0          | Egypte         |                |
| Halve finale |                |                |                |                |                |                |
| 3 augustus   | niet geplaatst | niet geplaatst | niet geplaatst | niet geplaatst | niet geplaatst | niet geplaatst |
| Finale       |                |                |                |                |                |                |
| 7 augustus   | niet geplaatst | niet geplaatst | niet geplaatst | niet geplaatst | niet geplaatst | niet geplaatst |

### Wielersport

#### Baanwielrennen
Vrouwen
Omnium
| atlete         | onderdeel | scratchrace | scratchrace | temporace | temporace | afvalrace | afvalrace | puntenrace     | puntenrace     | totaal punten  | rang           |
| atlete         | onderdeel | rang        | punten      | rang      | punten    | rang      | punten    | rang           | punten         | totaal punten  | rang           |
| -------------- | --------- | ----------- | ----------- | --------- | --------- | --------- | --------- | -------------- | -------------- | -------------- | -------------- |
| Ebtissam Zayed | omnium    | 13          | 16          | 18        | 6         | 17        | 8         | niet gefinisht | niet gefinisht | niet gefinisht | niet gefinisht |

### Worstelen

#### Grieks-Romeins
Mannen
| atleet                   | onderdeel | eerste ronde         | kwartfinale          | halve finale         | herkansing           | finale / BM          | finale / BM |
| atleet                   | onderdeel | tegenstander uitslag | tegenstander uitslag | tegenstander uitslag | tegenstander uitslag | tegenstander uitslag | rang        |
| ------------------------ | --------- | -------------------- | -------------------- | -------------------- | -------------------- | -------------------- | ----------- |
| Haithem Mahmoud          | −60 kg    | Emelin V 1 - 3       | niet geplaatst       | niet geplaatst       | niet geplaatst       | niet geplaatst       | 9           |
| Mohamed Ibrahim El-Sayed | −67 kg    | Ryu H-s W 3 - 1      | Aslanyan W 3 - 1     | Nasibov V 1 - 3      | bye                  | Artem Surkov W 3 - 1 | Brons       |
| Mohamed Metwally         | −87 kg    | Maskevich W 4 - 1    | Grégorich W 3 - 0    | V. Lőrincz V 1 - 3   | bye                  | Kudla V 0 - 5        | 5           |
| Abdellatif Mohamed       | −67 kg    | Semenov V 1 - 3      | niet geplaatst       | niet geplaatst       | niet geplaatst       | niet geplaatst       | 9           |

#### Vrije stijl
Mannen
| atleet          | onderdeel | eerste ronde         | kwartfinale          | halve finale         | herkansing           | finale / BM          | finale / BM |
| atleet          | onderdeel | tegenstander uitslag | tegenstander uitslag | tegenstander uitslag | tegenstander uitslag | tegenstander uitslag | rang        |
| --------------- | --------- | -------------------- | -------------------- | -------------------- | -------------------- | -------------------- | ----------- |
| Amr Reda Hussen | −74 kg    | Rybicki W 3 - 1      | Kaisanov V 1 - 3     | niet geplaatst       | niet geplaatst       | niet geplaatst       | 7           |
| Diaaeldin Kamal | −125 kg   | Petriashvili V 0 - 4 | niet geplaatst       | niet geplaatst       | Deng Zw V 1 - 3      | niet geplaatst       | 10          |

Vrouwen
| atleet       | onderdeel | eerste ronde         | kwartfinale          | halve finale         | herkansing           | finale / BM          | finale / BM |
| atleet       | onderdeel | tegenstander uitslag | tegenstander uitslag | tegenstander uitslag | tegenstander uitslag | tegenstander uitslag | rang        |
| ------------ | --------- | -------------------- | -------------------- | -------------------- | -------------------- | -------------------- | ----------- |
| Enas Mostafa | −68 kg    | Schell V 0 - 3       | niet geplaatst       | niet geplaatst       | niet geplaatst       | niet geplaatst       | 14          |
| Samar Amer   | −76kg     | Vorobieva V 1 - 3    | niet geplaatst       | niet geplaatst       | niet geplaatst       | niet geplaatst       | 10          |

### Zeilen
Mannen
| atleet     | onderdeel | race | race | race | race | race | race | race | race | race | race | race   | race   | race           | netto punten | eindnotering |
| atleet     | onderdeel | 1    | 2    | 3    | 4    | 5    | 6    | 7    | 8    | 9    | 10   | 11     | 12     | M              | netto punten | eindnotering |
| ---------- | --------- | ---- | ---- | ---- | ---- | ---- | ---- | ---- | ---- | ---- | ---- | ------ | ------ | -------------- | ------------ | ------------ |
| Aly Badawy | Laser     | 32   | 33   | 31   | 34   | 33   | 30   | 31   | 33   | 33   | 27   | n.v.t. | n.v.t. | niet geplaatst | 283          | 34           |

Vrouwen
| atlete         | onderdeel    | race | race | race | race | race | race | race | race | race | race | race   | race   | race           | netto punten | eindnotering |
| atlete         | onderdeel    | 1    | 2    | 3    | 4    | 5    | 6    | 7    | 8    | 9    | 10   | 11     | 12     | M              | netto punten | eindnotering |
| -------------- | ------------ | ---- | ---- | ---- | ---- | ---- | ---- | ---- | ---- | ---- | ---- | ------ | ------ | -------------- | ------------ | ------------ |
| Khouloud Mansy | Laser Radial | 36   | 39   | 43   | 42   | 43   | 36   | DSQ  | 40   | 36   | 32   | n.v.t. | n.v.t. | niet geplaatst | 347          | 41           |

### Zwemmen
Mannen
| atleet           | onderdeel         | series  | series | halve finale   | halve finale   | finale         | finale         |
| atleet           | onderdeel         | tijd    | rang   | tijd           | rang           | tijd           | rang           |
| ---------------- | ----------------- | ------- | ------ | -------------- | -------------- | -------------- | -------------- |
| Youssef Ramadan  | 50 m vrije slag   | 51,67   | 14 Q   | 52,27          | 16             | niet geplaatst | niet geplaatst |
| Ali Khalafalla   | 50 m vrije slag   | 22,22   | 24     | niet geplaatst | niet geplaatst | niet geplaatst | niet geplaatst |
| Ali Khalafalla   | 100 m vrije slag  | 49,31   | 30     | niet geplaatst | niet geplaatst | niet geplaatst | niet geplaatst |
| Marwan El-Kamash | 400 m vrije slag  | 3.46,94 | 14     | n.v.t.         | n.v.t.         | niet geplaatst | niet geplaatst |
| Marwan El-Kamash | 800 m vrije slag  | 7.52,76 | 16     | n.v.t.         | n.v.t.         | niet geplaatst | niet geplaatst |
| Marwan El-Kamash | 1500 m vrije slag | DNS     | DNS    | n.v.t.         | n.v.t.         | niet geplaatst | niet geplaatst |

Vrouwen
| atleet       | onderdeel         | series | series | halve finale   | halve finale   | finale         | finale         |
| atleet       | onderdeel         | tijd   | rang   | tijd           | rang           | tijd           | rang           |
| ------------ | ----------------- | ------ | ------ | -------------- | -------------- | -------------- | -------------- |
| Farida Osman | 100 m vlinderslag | 25,13  | 24     | niet geplaatst | niet geplaatst | niet geplaatst | niet geplaatst |
| Farida Osman | 50 m vrije slag   | 25,13  | 24     | niet geplaatst | niet geplaatst | niet geplaatst | niet geplaatst |
| Farida Osman | 100 m vrije slag  | 58,69  | 20     | niet geplaatst | niet geplaatst | niet geplaatst | niet geplaatst |